# Zip Schlitzer

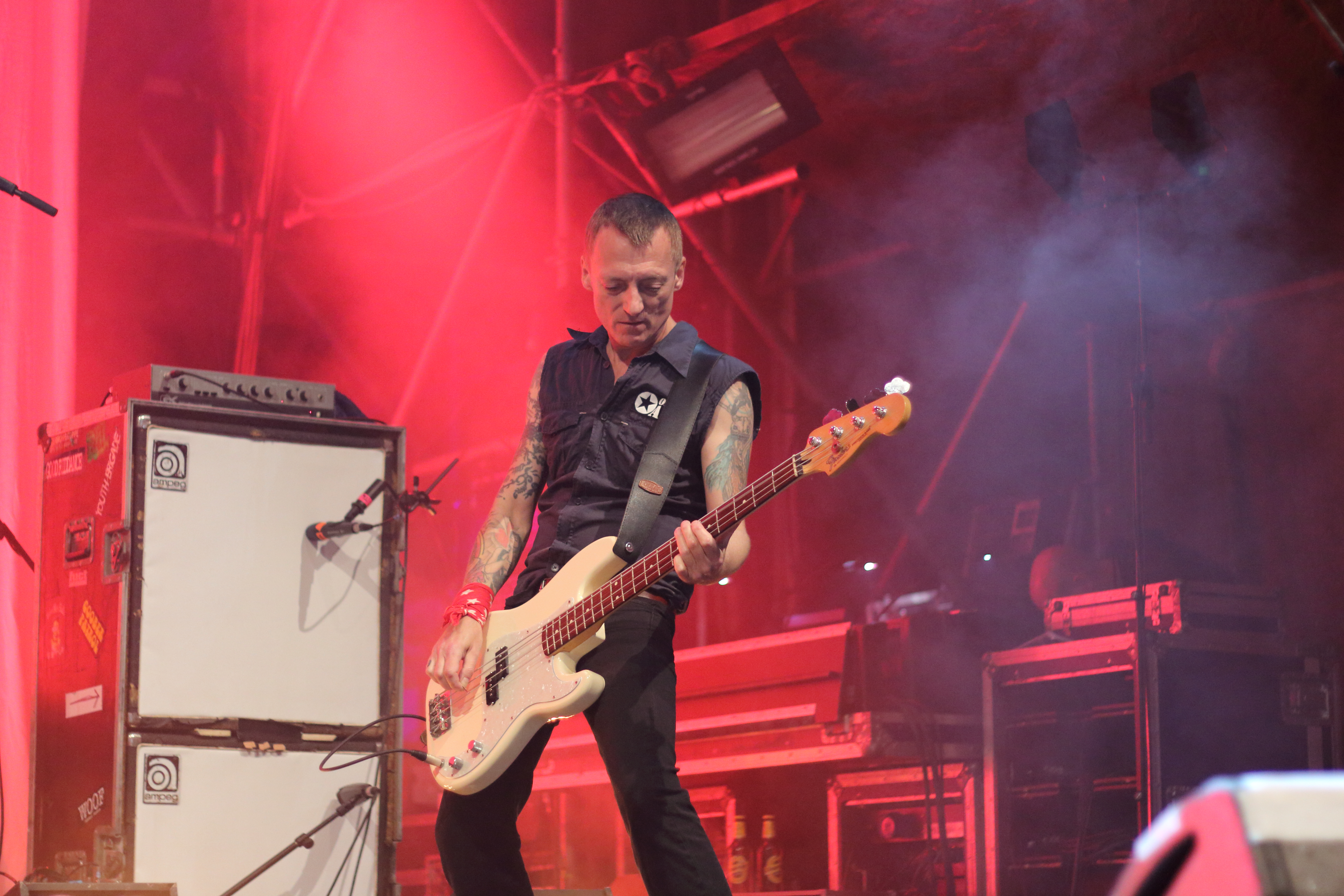
Zip Schlitzer (2014)

Zip Schlitzer, bürgerlich Rolf Burri (* 1962 als Rolf Kötting; † 7. Juli 2022,) war ein deutscher Punkmusiker. Er war Bassist der Terrorgruppe und Mitglied der Punkband Church of Confidence.

## Musikalische Laufbahn
Der 1962 geborene Zip Schlitzer spielte in den 1980er Jahren in der Punkband Sick Pleasure und stieß im November 1994 zur Berliner Punkband Terrorgruppe, wo er dem Gründungsmitglied Ice Tüte bzw. Kurzzeitbassisten Fritz Spritze nachfolgte. Er gehörte der Terrorgruppe bis 2001 an und schied danach aus. Im Zuge der Reunion der Terrorgruppe übernahm Zip Schlitzer wieder den Part des Bassisten. Er gehörte der Band bis zu seinem Tod im Jahr 2022 an. Die Terrorgruppe kündigte in der Folge an, ihre bereits geplanten Abschiedskonzerte für Juli 2022 durchführen zu wollen, wobei Primarc Zalandu den Bass übernahm.
Neben seiner Aktivität bei der Terrorgruppe spielte Zip Schlitzer auch Bass in der Country-Formation Blood On The Honky Tonk Floor.